# 怯烈 (官员)
怯烈（13世纪？—1300年），元朝回回人。祖籍西域，世居太原。
初为中书译史，从平章政事赛典赤经略川陕。元世祖至元十二年（1275年），立云南等处行中书省，署为云南行省幕官，参与招抚诸洞蛮夷各族首领。至元十五年（1278年）分省大理，击败缅甸人的侵扰。担任行中书省左右司员外郎。1281年，赴京奏事，担任镇西平缅麓川等路宣抚司达鲁花赤，兼管军招讨使，买马给成都乌蒙诸驿路，使驿路畅通。攻缅之役，随相吾答儿、太卜征缅，率兵船为乡导，攻克江头城。又从云南王入缅，总兵三千，屯镇骠国。因功，擢升为正议大夫、佥缅中行中书省事，转任通奉大夫、云南诸路行中书省参知政事，官至云南诸路行中书省左丞。

## 延伸阅读
[在维基数据编辑]
 《元史/卷133》，出自宋濂《元史》
 《新元史/卷154》，出自柯劭忞《新元史》